# Josiah Harmar
Josiah Harmar (Filadelfia, 10 novembre 1753 – Filadelfia, 20 agosto 1813) è stato un generale statunitense durante la guerra d'indipendenza americana e la guerra indiana del Nord-Ovest.

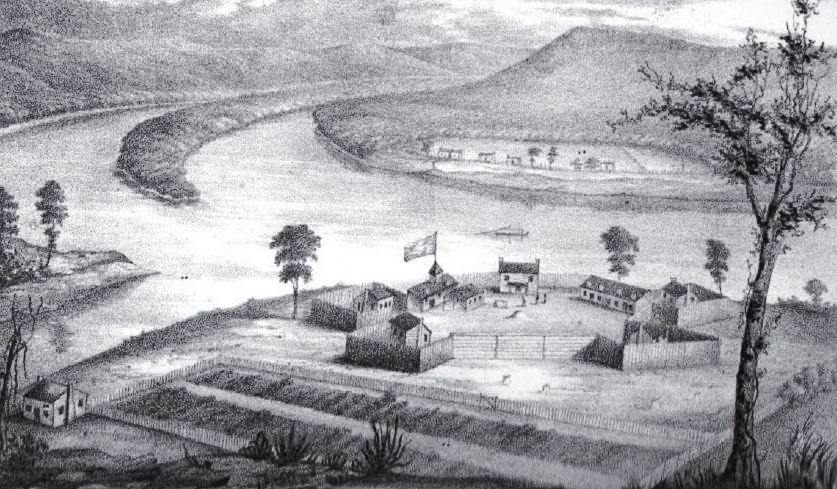
Fort Harmar

Fu ufficiale anziano dell'esercito per sette anni.

## Biografia
Harmar nacque a Filadelfia in Pennsylvania e fu educato alla scuola quacchera. Iniziò la carriera militare durante la guerra di indipendenza americana, ricevendo un incarico da capitano nel 1775. Prestò servizio con George Washington e Henry Lee nel corso della guerra, ormai diventato colonnello, fu scelto dal Congresso nel 1784 per consegnare il trattato di Parigi ratificato al commissario Benjamin Franklin a Parigi.
Harmar fu ufficiale anziano dello United States Army dal 1784 al 1791 e gli fu assegnato il comando del First American Regiment nel 1784. Firmò il trattato di Fort McIntosh nel 1785, lo stesso anno in cui ordinò la costruzione di Fort Harmar nei pressi di Marietta (Ohio). Supervisionò la costruzione di Fort Steuben nei pressi dell'attuale Steubenville. Harmar fu promosso generale di brigata nel 1787. Il generale Harmar diresse la costruzione nel 1789 di Fort Washington, eretto per proteggere gli insediamenti del Territorio del nord-ovest. La fortezza prese il nome del presidente Washington.
Nel 1790 Harmar fu mandato in spedizione contro i nativi americani ed i britannici del Territorio del nord-ovest. Dopo alcuni iniziali successi, il suo gruppo fu sconfitto da una coalizione di tribù guidata da Piccola Tartaruga nella sconfitta di Harmar. In seguito Harmar tornò con un esercito più numeroso sfidando la coalizione, ma il combattimento terminò con un pareggio. Il suo posto fu preso da Arthur St. Clair. Harmar fu sottoposto a corte marziale e, su sua richiesta, esonerato da una corte inquisitoria.
Il generale Harmar litigò con il commilitone John Robert Shaw il quale aveva parlato di Harmar nel suo libro John Robert Shaw: An Autobiography of Thirty Years 1777-1807.
Dopo il congedo dall'esercito nel 1792, Harmar divenne aiutante generale della Pennsylvania (1793-1799). Morì nei pressi di Filadelfia nella sua proprietà, "The Retreat". Fu sepolto nella chiesa episcopale di St. James, Kingsessing, a Philadelphia.